# Eigil Nielsen
Pour les articles homonymes, voir Nielsen.
Eigil Nielsen (15 septembre 1918 - 7 septembre 2000) est un footballeur amateur danois évoluant au poste de gardien de but.

## Biographie
Il joua 28 fois pour l'équipe nationale du Danemark avec laquelle il gagna une médaille de bronze aux Jeux olympiques de 1948 à Londres. 
À la fin des années 1940, il créa une société d'équipements sportifs, Select Sport, qui sera la première dans les années 1950 à produire un ballon de football à 32 panneaux et sans laçage extérieur.   